# Desastre ferroviário de Alfarelos
O Desastre Ferroviário de Alfarelos foi um acidente ferroviário ocorrido em 21 de Janeiro de 2013, na Estação de Alfarelos, na Linha do Norte, em Portugal. Dois comboios colidiram nesta estação, fazendo 25 feridos, e interrompendo a circulação ferroviária neste troço durante três dias.

## Antecedentes
Na altura do acidente, a circulação ferroviária na Linha do Norte decorria de forma normal, tendo um comboio do serviço Regional (constituído pelas automotoras 2294 e 2257) partido do Entroncamento às 19 horas e 55 minutos, com chegada prevista a Coimbra às 21 horas e 51 minutos. Por seu turno, um comboio Intercidades, rebocado pela locomotiva 5613, saiu de Santa Apolónia às 19 horas e 30 minutos, com destino a Porto-Campanhã. No total, viajavam em ambos os comboios 80 passageiros.
Na estação de Alfarelos, o Regional deveria entrar numa via desviada e esperar pelo comboio Intercidades, que passaria por Alfarelos cerca das 21 horas e 17 minutos, sem parar, e a uma velocidade de 120 km/h, velocidade habitual para as composições que circulam por aquele troço sem parar na estação. Habitualmente, o serviço regional era assegurado apenas por uma unidade tripla eléctrica, mas, na noite do acidente, estava composta por duas unidades triplas eléctricas acopladas, totalizando seis veículos; a automotora encontrava-se com reduzida ocupação, estando todos os passageiros concentrados nos três primeiros veículos.

## Acidente
No entanto, o maquinista não conseguiu imobilizar a automotora do comboio regional antes do semáforo, que estava vermelho, tendo parado apenas alguns metros depois. De acordo com os regulamentos, a automotora deveria regressar ao local anterior, enquanto que a sinalização foi automaticamente alterada, de forma a que os outros comboios reduzissem a velocidade ou parassem, se necessário, até que a via ficasse livre. No entanto, o serviço Intercidades não conseguiu parar a tempo nos semáforos, e o maquinista não pôde controlar o comboio; o sistema CONVEL, que accionava automaticamente os travões ao ultrapassar o limite de velocidade, foi activado, mas já não foi a tempo de imobilizar a composição antes de colidir com o outro comboio. A locomotiva do serviço Intercidades atingiu a retaguarda da automotora a uma velocidade de 42 km/h, destruindo os três últimos veículos, que absorveram o impacto, salvando o resto da composição; de igual forma, a locomotiva também suportou o choque, limitando os danos nas carruagens que estava a rebocar.

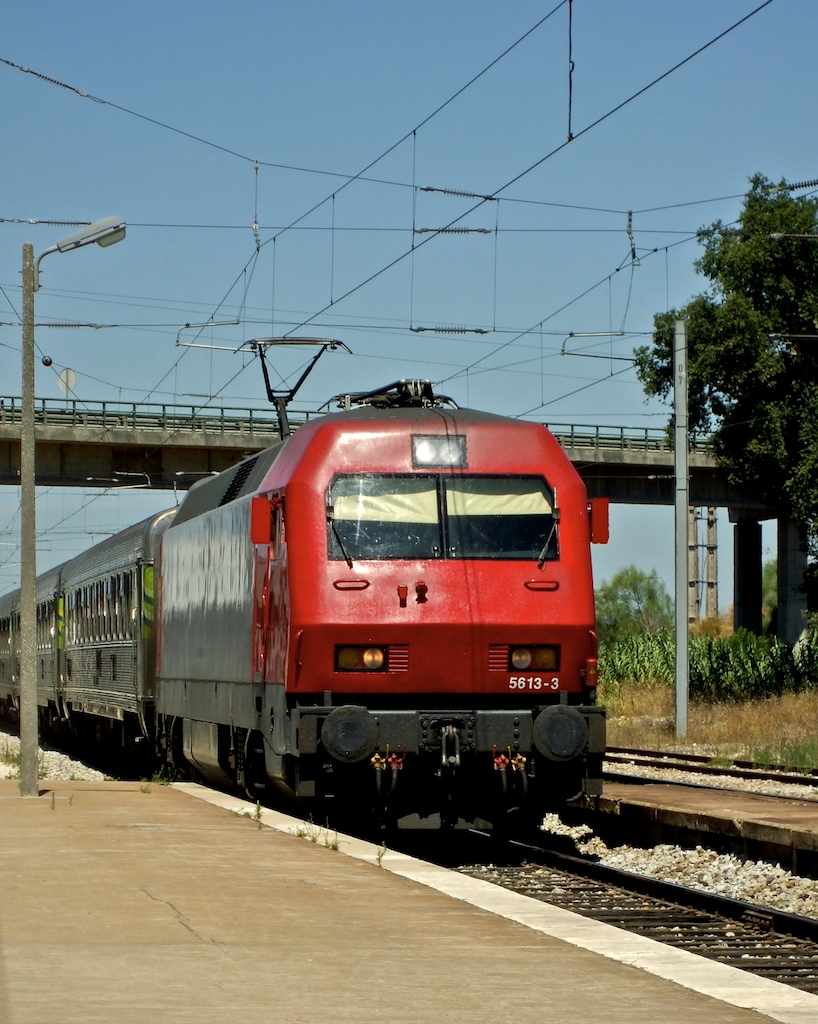
Locomotiva 5613 da operadora Comboios de Portugal, na Estação de Alcácer do Sal, em 2008.

## Consequências e investigação
Este acidente provocou 25 feridos, dos quais treze foram internados nos Hospitais da Universidade de Coimbra, e cortou a circulação ferroviária em ambos os sentidos, entre as estações de Pombal e Coimbra-B da Linha do Norte. Para assegurar o transbordo dos passageiros, foi organizado um serviço de transporte por via rodoviária.
Uma vez que o Gabinete de Investigação de Segurança e de Acidentes Ferroviários, do Ministério da Economia e do Emprego, não estava a operar, o Governo ordenou às empresas Rede Ferroviária Nacional e Comboios de Portugal a realização de um inquérito, coordenadas pelo Instituto da Mobilidade e dos Transportes Terrestres. A falta de aderência dos carris foi apontada como uma das causas para este acidente, uma vez que o percurso entre Vila Nova de Anços e Alfarelos é realizado em rampa, com uma acentuada inclinação em certos pontos.
Em 22 de Janeiro, já se tinham iniciado os trabalhos de remoção dos destroços, tendo a Rede Ferroviária Nacional previsto que pelo menos uma das vias poderia ser libertada para a circulação ferroviária no final do dia; no entanto, esta operação foi dificultada por condições meteorológicas adversas, e pela queda de uma grua, no dia 23.
Durante os dias de suspensão de tráfego ferroviário no troço afetado, manteve-se coesa a rede ferroviária portuguesa apenas graças à ligação paralela Alfarelos - Lisboa pelas linhas do Oeste e Sintra (passando pelo Ramal de Alfarelos e pela Concordância de Verride), ligando a Campolide e Sete Rios via Leiria, Caldas da Rainha, Torres Vedras, e Cacém.[carece de fontes?] O trânsito ferroviário no troço afectado foi normalizado na tarde do dia 24 de Janeiro.

Em 25 de Janeiro, o relatório sobre este acidente já tinha sido entregue ao Governo. Embora a comissão não tenha descoberto as causas deste acidente, concluiu que não existiram problemas técnicos na sinalização nem no sistema Convel, e que o condutor do comboio Intercidades agiu correctamente, tendo accionado o travão de emergência e os areeiros, que aumentavam a aderência das rodas através do despejo de areia sobre os carris. A comissão deliberou que houve falta de aderência entre as rodas e os carris, provocando o deslizamento de ambos os comboios e impossibilitando que o Intercidades parasse antes do sinal de entrada da Estação; no entanto, não conseguiu encontrar quaisquer factores que provocassem esta deficiência, numa análise visual do troço descendente à Estação de Alfarelos. Assim, recomendou que a circulação naquele troço fosse restringida a uma velocidade máxima de 30 km/h, e que fosse realizada uma simulação, duplicando os factores na noite do acidente.